# Nguyễn Thế Lực
Nguyễn Thế Lực (sinh 1950), là một sĩ quan cấp cao của Quân đội nhân dân Việt Nam. Ông nguyên là Chánh Văn phòng Quân ủy Trung ương Bộ Quốc phòng Quân đội nhân dân Việt Nam, mang quân hàm Trung tướng.